# نانومتر
النانومتر  هي وحدة لقياس الأطوال، تستعمل لقياس الأطوال القصيرة جداً ومقدارها ⁹-10 من المتر. أي 1 مليمتر يحتوي مليون نانو، لها استخدامات كثيرة في الفيزياء والكيمياء.
النانومتر هو جزء من مليار جزء من المتر. تستخدم هذه الوحدة لقياس الأطوال الصغيرة جداً وهي غالباً ما تكون من أبعاد الذرّة، يرمز لها بـ نم أو nm.
يستخدم مصطلح نانو حالياً من أجل الدلالة على اختصاصات التقنية التي تعمل ضمن هذا المجال والتي تسمى تقانة النانو والتي غالباً ما تكون في كيمياء السطوح أو صناعة شبه الموصلات.
تستخدم هذه الوحدة أيضا لوصف أطوال الموجة في المجال المرئي الذي يتراوح بين 350 - 700 نانومتر.
وأيضا تستخدم هذه الوحدة في قياس الجزيئات والالكترونات في النواة والميكروبات الصغيرة جداً

## اقرأ أيضا
- نانومترية النطاق